# 蔓花生
蔓花生（学名：Arachis duranensis）为豆科花生屬下的一个种。